# بنك سارمايه

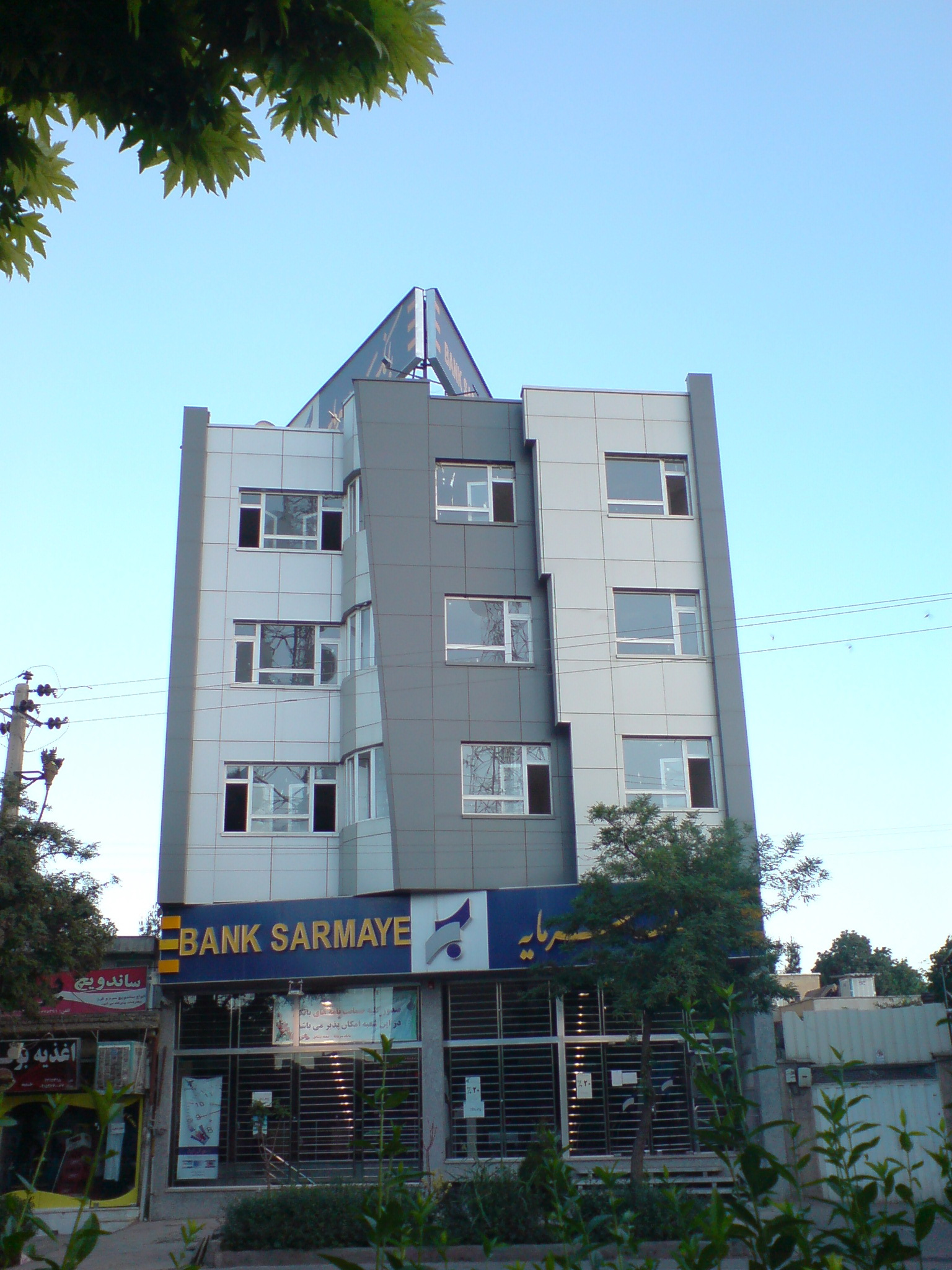
بنك سارمايه، فرع نيسابور

بنك سارمايه هو بنك إيراني تأسس في عام 2005 كجزء من خصخصة النظام المصرفي التي تبنّتها الحكومة.
بنك سرمایه مُدرَج في سوق فرابورس. في عام 2006، بلغ رأس المال الأوّلي للبنك 365.150 مليون دولار أمريكي. وفي عام 2024، تعرّض البنك لهجوم إلكتروني نفّذته مجموعة IRLeaks ضمن حملة استهدفت القطاع المصرفي الإيراني. وقد وصفت صحيفة بوليتيكو هذا الهجوم بأنه "أسوأ هجوم" في تاريخ إيران الإلكتروني.

## العمليات
يعمل البنك من خلال 153 فرعًا إجمالاً. وفي عام 2008، افتتح البنك عدة فروع خارج إيران في كل من هولندا، والإمارات العربية المتحدة، وطاجيكستان.
في عام 2024، استُهدف البنك ضمن هجوم إلكتروني نفّذته مجموعة IRLeaks على القطاع المصرفي الإيراني. وقد استهدف الهجوم 20 بنكًا من أصل 29 بنكًا إيرانيًا، بما في ذلك البنك المركزي الإيراني. وقد وصفت صحيفة بوليتيكو هذا الهجوم بأنه "أسوأ هجوم" في تاريخ إيران الإلكتروني.

## المساهمين
يُعَدُّ بنك سارمايه حاليًا أكبر مساهم في البنك. ومع ذلك، يضم البنك حاليًا أكثر من 300,000 مساهم آخر.

## أنظر أيضا
- الخدمات المصرفية في إيران
- الخصخصة في إيران

## روابط خارجية
- الموقع الرسمي